# Tadeusz Todtleben
Tadeusz Leopold Todtleben, pseud. „Tadeusz Boski”, (ur. 30 kwietnia 1907, zm. 7 lipca 1994 w Paryżu) – polski działacz ruchu narodowego. Sygnatariusz deklaracji założycielskiej Obozu Narodowo-Radykalnego, działacz Organizacji Polskiej.

## Życiorys
Uczęszczał do Gimnazjum im. Mikołaja Reja, które ukończył w 1925. Z zawodu był inżynierem elektrykiem (absolwent Wydziału Elektrotechnicznego Politechniki Warszawskiej), publikował też m.in. w miesięczniku „Przegląd Elektrotechniczny” (m.in. pracę, wydaną też jako oddzielną publikację: „Żelazko elektryczne z samoczynnym ogranicznikiem temperatury”, 1932).
Należał do Obozu Wielkiej Polski oraz Zjednoczenia Zawodowego „Praca Polska”. Podpisał deklarację założycielską Obozu Narodowo-Radykalnego, ogłoszoną 14 kwietnia 1934. 
Był wydawcą głównego periodyku teoretycznego tejże grupy, miesięcznika politycznego wydawanego od 1935 r. w Warszawie, „Nowy Ład”. Należał do tajnej Organizacji Polskiej, w której kierował tzw. pionem inżynierskim. Po rozłamie ONR należał do środowiska ONR „ABC” i był jednym z jego głównych działaczy. 
W latach 1938–1939 był także prezesem Związku Polskich Inżynierów Elektryków. Był też m.in. współautorem książki „O naukowy tytuł inżyniera” wydanej w 1938 r. przez Naczelną Organizację Inżynierów Rzeczypospolitej Polskiej.
W czasie okupacji niemieckiej należał w dalszym ciągu do władz Organizacji Polski, kierował w niej tzw. VIII grupą (organizacji wewnętrznej), był członkiem konspiracyjnej Grupy Szańca, w 1944 roku opuścił Warszawę, przeniósł się do Krakowa. Prawdopodobnie w sierpniu 1944 roku stanął na czele zastępczego Komitetu Wykonawczego Organizacji Polskiej, w latach 1944–1945 był członkiem Rady Politycznej przy Komendzie Głównej Narodowych Sił Zbrojnych. W styczniu 1945 roku przedostał się najpierw do Niemiec, gdzie był przedstawicielem wywiadu OP na ten kraj oraz członkiem władz organizacji Zjednoczenie Polskie, a następnie do Paryża. Na emigracji był m.in. wiceprezesem Stowarzyszenia Inżynierów i Techników Polskich we Francji.